# Хал (Џорџија)
Хал (Џорџија) (енгл. Hull) град је у америчкој савезној држави Џорџија. По попису становништва из 2010. у њему је живело 198 становника.

## Демографија
Према попису становништва из 2010. у граду је живело 198 становника, што је 38 (23,8%) становника више него 2000. године.
| Група             | 2000.       | 2010.       |
| Белци             | 138 (86,3%) | 135 (68,2%) |
| Афроамериканци    | 13 (8,1%)   | 27 (13,6%)  |
| Азијати           | 0 (0,0%)    | 1 (0,5%)    |
| Хиспаноамериканци | 8 (5,0%)    | 34 (17,2%)  |
| Укупно            | 160         | 198         |